# Thomas Johansson (tennisspelare)
Thomas Johansson, född 24 mars 1975 i Linköping, är en svensk före detta professionell tennisspelare, mest känd för att år 2002 ha vunnit Australian Open; detta som ende svenske Grand Slam-vinnare under 2000-talets första decennium.

## Tenniskarriären
Thomas Johansson blev professionell tennisspelare på ATP-touren 1994 och tog totalt nio ATP-titlar i singel, varav en Grand Slam (GS)-titel. Som bäst var han rankad som nummer sju i världen (2002). Dessutom har han vunnit World Team Cup på grus med Sverige i Düsseldorf 2008.
Sin största framgång noterade han i Australiska öppna mästerskapen 2002. Han mötte där i finalen storfavoriten, ryssen Marat Safin som han besegrade över fyra set (3-6 6-4 6-4 7-6). Johansson tog därmed sin första och enda singeltitel i en GS-turnering. Han blev också förste svensk att vinna en GS-titel efter Stefan Edberg, som vann US Open 1992. 
Johansson drabbades under hösten 2002 av en knäskada, vilken tvingade honom till ett långt speluppehåll som spolierade resten av säsongen och hela spelåret 2003. Han återupptog tävlingsspel under 2004 och var tillbaka i god form under 2005. Han nådde då semifinalen i Wimbledonmästerskapen som han dock förlorade mot amerikanen Andy Roddick över fyra set efter att ha tagit det första (7-6 2-6 6-7 6-7).
Under våren 2006 tvingades Johansson till speluppehåll på grund av en ögonskada (näthinneavlossning), som sedan framgångsrikt opererades.   
Thomas vann den 15 augusti 2008, tillsammans med Simon Aspelin, semifinalen i dubbel vid Olympiska sommarspelen 2008 i Peking.
De spelade mot Llodra/Clement från Frankrike och slutresultatet blev seger med siffrorna 7-6(6), 4-6, 19-17. Matchen pågick i nästan fem timmar. Paret Aspelin/Johansson spelade OS-final den 16 augusti mot det schweiziska paret Federer/Wawrinka, som vann sin match mot bröderna Bryan från USA. Schweizarna vann efter fyra set.
Thomas Johansson spelade 33 matcher i det svenska Davis Cup-laget, av vilka han vann 18. Han deltog 1998 (hans första år i DC-laget) i semifinalen mot Spanien. I det mötet förlorade visserligen det svenska laget, men Johansson besegrade den spanske ettan Carlos Moya. I semifinalen 2001, som svenska laget förlorade mot Australien, besegrade Johansson Patrick Rafter (3-6, 6-7, 6-3, 6-2, 6-3) men förlorade mot Lleyton Hewitt (6-7, 7-5, 2-6, 1-6). 
Den 12 juni 2009 valde Johansson och lägga av med tennisen på grund av en fotskada han ådrog sig sommaren innan.

## Spelaren och personen
Thomas Johansson började redan som femåring att spela tennis för sin pappa Krister. Han gjorde tidigt stora framsteg och blev europeisk mästare i både singel och dubbel som 14-åring, även detta för sin pappa Krister. Han hade Mats Wilander som förebild. 
Gift med Gisella sedan december 2005. Paret är bosatt i Monte Carlo. 

## Grand Slam-finaler, singel (1)

### Titlar (1)
| År   | Mästerskap        | Finalmotståndare | Resultat           |
| 2002 | Australiska öppna | Marat Safin      | 3–6, 6–4, 6–4, 7–6 |

## Övriga ATP-titlar

### Singel (8)
- 2005 - St.Petersburg
- 2004 - Stockholm
- 2001 - Halle, Nottingham
- 2000 - Stockholm
- 1999 - Montréal/Toronto
- 1997 - Köpenhamn, St.Petersburg

### Dubbel (1)
- 2006 - Båstad